# Olle Pettersson (skådespelare)
Olle Pettersson, född Kjell Olle Pettersson 28 februari 1944 i Stockholm, är en svensk skådespelare. Han studerade vid Statens scenskola i Göteborg.

## Filmografi
- 1954 – Flicka med melodi
- 1955 – Hoppsan!
- 1957 – Vägen genom Skå
- 1972 – Statare
- 1980 – Det vita lyser i mörkret

## Teater

### Roller (ej komplett)
| År   | Roll                  | Produktion                                    | Regi           | Teater                 |
| ---- | --------------------- | --------------------------------------------- | -------------- | ---------------------- |
| 1968 |                       | En midsommarnattsdröm William Shakespeare     | Hans Bergström | Riksteatern            |
| 1973 | Back, Gunnar Lundberg | IK Kamraterna Sigvard Olsson och Fred Hjelm   | Fred Hjelm     | Stockholms stadsteater |
| 1991 |                       | Zorba! Fred Ebb, John Kander och Joseph Stein | Georg Malvius  | Riksteatern            |

### Fotnoter
1. ↑  ”Olle Pettersson”. Svensk Filmdatabas. http://sfi.se/sv/svensk-filmdatabas/Item/?type=PERSON&itemid=64578&ref=%2ftemplates%2fSwedishFilmSearchResult.aspx%3fid%3d1225%26epslanguage%3dsv%26searchword%3dOlle+Pettersson%26type%3dPerson%26match%3dBegin%26page%3d1%26prom%3dFalse. Läst 18 augusti 2012.
2. ↑  Barbro Hähnel (21 september 1968). ”Riksteaterns 'Midsommarnattsdröm': Shakespeare som hippie”. Dagens Nyheter:  s. 12. http://arkivet.dn.se/arkivet/tidning/1968-09-21/257/12. Läst 31 augusti 2015.
3. ↑  ”Teaterannons”. Dagens Nyheter:  s. 44. 20 juli 1991. http://arkivet.dn.se/arkivet/tidning/1991-07-20/194/44. Läst 12 juni 2016.